# Pošta Srbije
JP „Pošta Srbije“, skraćeno Pošta, javno je preduzeće kome je osnovna delatnost prijem, prenos i dostava poštanskih pošiljki. Takođe obavlja poslove platnog prometa, a za račun Poštanske štedionice obavlja i poslove štednje građana. Registrovano je za vršenje i drugih usluga (prodaja raznih artikala, na primer). Za Telekom Srbija i Yettel. vrši prodaju SIM kartica, a prodaje i mobilne telefone. Osim toga, pruža usluge kao internet provajder, kablovski TV operater i dr.
Preduzeće je 2002. godine počelo da koristi logo (pa i naziv) Pošta, s tim što je službeni naziv preduzeća JP PTT saobraćaja „Srbija“ promenjen u JP „Pošta Srbije“ tek krajem 2013. godine.

## Istorija srpske poštanske službe
Za potrebe prenosa pošte u Srbiji je pod turskom vlašću postojala organizovana tatarska glasnička služba, čiji glasnici su se zvali tatari. Glavni i jedini zadatak tatara bio je da brzo i sigurno prenesu pošiljke, po naređenju najvišeg organa vlasti. Zato su ovi glasnici morali da budu dobri jahači, izdržljivi i snalažljivi, a iznad svega odani. Ova institucija je, po oslobođenju od Turaka, preuzeta i korišćena u Srbiji za vezu sa Carigradom.
Prva organizovana poštanska služba kod Srba potiče iz vremena Prvog srpskog ustanka. Organizovana je radi prenošenja naređenja, a pošiljke su prenosili seoski kmetovi (što se pominje i u Karađorđevom Kriminalnom zakoniku). Za odmor i promenu konja turska tatarska služba imala je razvijenu mrežu menzulana i nju su, zajedno sa osobljem, koristili ustanici. Kada je 15. avgusta 1805. godine u Velikom Borku održana prva Narodna skupština ustaničke Srbije, na kojoj je ustanovljen Praviteljstvuješći sovjet serbski, prvi organ izvršne vlasti u Srbiji, prva pisma nahijskim starešinama koji nisu prisustvovali ovom istorijskom danu odneo je tatar Sima Besniković. Zabeleženo je da je on bio prvi poštar Karađorđeve ustaničke Srbije u novoformiranom sistemu pošta Srbije. Kada su pošte ustanovljene, muškarci iz Milovanovića kuće u Velikom Borku krenuli su po Srbiji da ostale sunarodnike upute u ovu novinu.
Posle Drugog srpskog ustanka prenos pošte je u Srbiji imao vid opšte obaveze. Srbiji u to vreme nije bilo dozvoljeno da ima svoju uređenu političku vlast, pisane zakone i sudove, kao ni đumruk (carinske takse) i menzulane. Zato je Knez Miloš upravljao zemljom usmenim nalozima i u tu svrhu je osnovao tatarsku službu za svoje lične potrebe.
- Prednje dvorište menzulane, sa bunarom
- Razvrstavanje pošte
- Ulaz u menzulanu iz sporednog dvorišta
- Prostor u sporednom dvorištu za čuvanje konja

### Osnivanje zvanične srpske tatarske službe
Već 1819. godine srpski tatari počinju da prenose zvaničnu poštu. Tatari prenose poštu u druge gradove, dok unutrašnju kneževu i državnu korespondenciju prenose surudžije (poštonoše). Duž Carigradskog druma, a kasnije i širom zemlje, počinju da se podižu i organizuju prve srpske menzulane.
Hatišerifom iz 1830. godine Srbija dobija autonomiju kojom je srpskom narodu dozvoljeno da otvara svoje škole, bolnice, štamparije i pošte. Radi poboljšanja brzine i kvaliteta usluga javlja se potreba da se menzulane povežu u jedinstvenu organizaciju, pa Knez Miloš 1835. godine postavlja Jakova Jakšića za upravnika poštanskog saobraćaja.
- Poštanska truba
- Kovčeg za prenos pošte
- Značka engleskog diplomatskog kurira Riste Prendića

### Osnivanje Srpske pošte i telekomunikacija
Pošte, kao stalna državna nadleštva, sa pravom korišćenja od strane privatnih lica pod opštim uslovima, počinju da se otvaraju 1840. godine. Prva javna Pošta u Beogradu bila je smeštena u menzulani u Knez Mihailovoj ulici (danas se na tom mestu nalazi zgrada Likovne akademije). Prvi zakonski akt o osnivanju poštanske organizacije u Kneževini Srbiji donet je 27. oktobra 1843 (15. oktobra po starom kalendaru). kao „Ustrojenije poštanskog zavedenija“.
Već naredne godine uvode se pravila o uniformama i postavljaju prvi poštanski kovčežići. Godine 1855. u Srbiji započinje telegrafski saobraćaj. Srbija gradi telegrafske linije od Beograda do Zemuna i Aleksinca, a telegrafski saobraćaj je obavljan Morzeovim telegrafskim aparatima koji su, zbog jednostavnog održavanja, malih dimenzija, pouzdanosti i niske cene, bili u upotrebi u Srbiji narednih sto godina. Pored njih, od 1891. godine, koristi se i Hjuzov telegraf.
- Aparatura Morzeovog telegrafa
- taster Morzeovog telegrafa

### Temelji moderne srpske pošte
Godine 1866. donet je zakon o poštama, koji je važio do 1918. Ovim zakonom predviđeno je otvaranje većeg broja poštansko-telegrafskih stanica, štampanje prvih srpskih poštanskih maraka, postavljanje poštanskih kovčežića, otvaranje opštinskih pošta, uvođenje kolskog saobraćaja i smanjenje tarifa.
Prve poštanske marke bile su marke za novine, sa odštampanim srpskim grbom i marke za pisma, sa likom kneza Mihaila. Glavni cilj uvođenja poštanskih maraka svakako je bilo pojednostavljenje naplate poštarine, ali je veliki značaj za građane tadašnje Srbije imalo i masovno javno pojavljivanje oznaka suvereniteta nove države. 
- Novinska marka od 1 pare iz 1866.
- Poštanska marka od 10 pare iz 1866.
- Poštanska marka od 40 para iz 1866.

Iste 1866. godine Srbija je postala član Međunarodnog telegrafskog saveza, što je omogućilo oslobađanje od austrijskog i turskog uticaja u pogledu tranzita, eksploatacije i tarifne politike. Nakon dve godine ukinuta je Austrijska konzularna pošta i srpska pošta je 1868. godine bila slobodna da samostalno obavlja međunarodni poštanski saobraćaj.
Srbija je 23. država sveta koja je izdala markicu i jedna od država osnivača (21 zemlja) Svetskog poštanskog saveza 1874 u Bernu .
- Tabla sa oznakom pošte
- Poštanska kola
- Poštanska kočija iz 1878

### Razvoj telefonije
Razvoj telefonije u Srbiji započinje 1833. godine. Koncesiju za uvođenje telefonskog saobraćaja od srpske vlade dobio je Panta Mihajlović. On je, u cilju promovisanja, telefonskom linijom, dugom oko 300 m, povezao zgradu Geografskog odeljenja Ministarstva vojnog (kasnije kafana "Tri lista duvana") sa zgradom inžinjerske kasarne na Paliluli. Prvi telefonski razgovor obavili su ministar vojni Tihomilj Nikolić i kapetan Kosta Radosavljević. Prva telefonska centrala za javni saobraćaj instalirana je 1898. godine.

## Razvoj Pošte posle Prvog svetskog rata (Kraljevina Jugoslavija)
Posle Prvog svetskog rata u tek formiranoj Kraljevini Srba, Hrvata i Slovenaca organizuje se dobro razgranata poštanska mreža, sastavljena od državnih, ugovornih, pomoćnih, ambulantnih i opštinskih pošta, seoskih listonoša, poštansko-carinskih magacina i radio-telegrafskih stanica. Prenos pošte obavljao se različitim transportnim sredstvima: poštanskim autobusima, vozovima, automobilima, kolima, na konjima i pešice. Na Jadranu su prenos pošte vršila tri parobrodarska društva, a avionski saobraćaj dve avio-kompanije.
Godine 1919. , za potrebe održavanja veze između Vlade u Beogradu i jugoslovenske delegacije na mirovnim pregovorima u Parizu, na Banjici je montirana prva radio-telegrafska stanica. Po završetku pregovora uspostavljen je radio-telegrafski saobraćaj sa drugim državama.
Godine 1924. sagrađena je prva otpremna radio-stanica "Beograd-Rakovica", odakle je program emitovan do 1929. Zahvaljujući postojanju ove stanice Kraljevina Srba, Hrvata i Slovenaca postala je članica Međunarodne unije za radiodifuziju od njenog osnivanja, 1925. godine. Godine 1929. počela je, iz zgrade Akademije nauka i umetnosti, sa emitovanjem programa radio-difuzna kompanija "Radio Beograd".
Od 1930. godine telefonski saobraćaj se ubrzano razvija i postaje dominantna oblast delovanja. U Kosovskoj ulici u Beogradu 1931. godine montirana je prva telefonska centrala. Za razliku od telefonskog, telegrafski saobraćaj bio je u stalnom opadanju, zbog slabe organizacije i lošeg kvaliteta telegrafskih vodova. Zato su uvedeni teleprinteri. Godine 1938, deset godina posle Britanije, Srbija dobija prvi belinograf, telefotografski aparat za prenos fotografija, crteža ili tekstova na veće udaljenosti pomoću telefonske veze. Aparat je montiran u zgradi Pošte у Takovskoj ulici i korišćen je do 50-ih godina 20. veka.
- Zgrada stare Telefonske centrale u Kosovskoj ulici
- Telefonska centrala sa 25 konektora
- Različiti modeli telefona s početka 20. veka
- Belinograf
- Model poštanskog vagona

## Razvoj Pošte u SFRJ (1945—1989)
Po završetku Drugog svetskog rata ponovo je uspostavljen poštanski sistem. Prema važećim zakonima Pošta funkcioniše kao državno preduzeće. Narodni odbori preuzeli su besplatan prevoz pošte, a pošiljke su bile oslobođene poštarine. Radi bolje efikasnosti otvarane su pomoćne pošte i proširena je služba seoskih poštonoša.
Generalnim planom iz 1960. utvrđena je poštanska mreža, organizacija transporta pošiljki, jedinstveni red prevoza, kvalitet i vrste prevoza, broj i organizacija poštanskih centara. Sredinom 60-ih uvedeni su uređaji za rad na šalterima i uvode se prvi računarski sistemi.
Sredinom 70-ih poštanska mreža se ubrzano razvija. Uvedeni su savremeni šalterski sistemi, digitalna elektronska centrala, a počela je sa radom i služba Informacije o pretplatnicima (Služba 988). Godine 1974. u Prilikama kod Ivanjice počinje sa radom prva Zemaljska satelitska stanica "Jugoslavija I", čime je omogućen automatski telefonski saobraćaj sa zemljama Severne Amerike, posredstvom telekomunikacionog satelita.

## Pošta Srbije od 1990.
Na osnovu Odluke Skupštine SR Srbije od 28. decembra 1989. godine, od tadašnjih RO PTT saobraćaja u Srbiji (tačnije SOUR PTT saobraćaja „Srbija“ i RO PTT saobraćaja „Vojvodina“), 1. januara 1990. godine konstituisano je Javno preduzeće PTT saobraćaja „Srbija”, koje je objedinilo funkcionisanje svih radnih organizacija za PTT saobraćaj na teritoriji Srbije.
Iz JP PTT saobraćaja „Srbija“ je, 1. juna 1997. godine, izdvojeno Preduzeće za telekomunikacije „Telekom Srbija”, čime je okončana zajednička faza razvoja pošte i telekomunikacija. Preduzeće za telekomunikacije „Telekom Srbija“ konstituisano je, 9. juna iste godine, kao mešovito akcionarsko društvo u kome JP PTT „Srbija“ kontroliše 51 posto kapitala, „STET“ (Italija), 29 posto i OTE (Grčka) 20 posto kapitala.
Iste 1997. godine, 23. oktobra, osnovana je Postbanka a.d. kao nezavisno preduzeće poznatija kao Poštanska Štedionica.
Krajem 2000. godine, 26. decembra, predstavljen novi logotip Pošte i nove poštanske uniforme.
Dogovorom postignutim u Rimu 28. decembra 2002. JP PTT saobraćaja „Srbija“ je, otkupilo od „Telekoma Italija“ deo od 29 odsto akcija koje je ova firma imala u „Telekomu Srbija“, čime je JP PTT saobraćaja „Srbija“ postala vlasnik ukupno 80 odsto deonica Telekoma.
Godine 2005. Donet je Zakon o poštanskim uslugama. Oktobra iste godine izdvojeno „PTT ugostiteljstvo“ doo i Turistička agenciji „Postturs“ doo.

## Usluge
Pošta Srbije pruža sledeće usluge:
- Poštanske usluge
- Marketinške usluge
- Logističke usluge
- IT usluge
- Filatelija
- Post Shop

## Galerija
- Savremeno poštansko sanduče u retro dizajnu
- Novi dizajn zidnog sandučeta
- Motocikl za transport pošte
- Kombi za prevoz pošte
- Kamion za prevoz pošte

## Napomene
1. ↑  opšti uslovi korišćenja poštanskih usluga: unapred propisana tarifa, redovan prijem i otpremanje pošiljaka i prenos po utvrđenom redu

## Spoljašnje veze
- Zvaničan sajt JP PTT saobraćaja „Srbija“ Архивирано на веб-сајту  (31. децембар 2018)
- Hronologija javnog poštanskog saobraćaja u Srbiji od 1840. do 2000. godine Архивирано на веб-сајту  (3. новембар 2013)
- Stevanović, Zoran; Nikezić, Aleksandar. „Rista Prendić, poslednji srpski tatarin”. Aleksinačke vesti. Приступљено 22. 4. 2019.